# Cinygmula irina
Cinygmula irina is een haft uit de familie Heptageniidae. De wetenschappelijke naam van de soort is voor het eerst geldig gepubliceerd in 1982 door Tshernova & Belov.
De soort komt voor in het Palearctisch gebied.